# Сюмар Вікторія Петрівна
Вікто́рія Петрі́вна Сюма́р (нар. 23 жовтня 1977, Нікополь) — український журналіст, активіст та політична діячка, медіаексперт, колишній заступник секретаря РНБО, народний депутат України VIII та IX скликань, Заступниця Голови фракції «Народний фронт», Голова комітету ВРУ з питань свободи слова та інформаційної політики. Учасниця Євромайдану, співзасновниця кампаній Стоп цензурі! та Чесно.

## Життєпис
Народилася 23 жовтня 1977 року в місті Нікополь, Дніпропетровської області. Виросла у Вінницькій області.
1994—1999 навчалася на історичному факультеті Київського національного університету ім. Тараса Шевченка, який закінчила з дипломом з відзнакою та науково-кваліфікаційним ступенем магістра історії. Під час навчання в університеті викладала історію у середній школі № 49. Навчалася в аспірантурі Інституту історії України НАН України.
Була у шлюбі з українським політологом та активістом Віктор Таран. Народила доньку Софію. У 2018 році оголосила про одруження з Дмитром Христюком.

## Діяльність
З 1999 по 2003 роки журналіст радіостанції «Континент», позаштатна кореспондент радіостанції «Голос Америки» («the Voice of America»). У 2002 очолила відділ політики та стала вести політичні програми «Громадського радіо». Під час посилення цензури у країні в 2004 році прийшла працювати у «третій сектор» — правозахисну громадську організацію «Інститут масової інформації». У 2005—2014 виконавчий директор ІМІ.
Була членом громадської ради при Комітеті Верховної Ради України з питань свободи слова, Національної комісії з утвердження свободи слова та розвитку інформаційної галузі при Президенті України (в роки президентства Віктора Ющенка 2005-2010).
З 2008 по 2010 роки викладач Інституту журналістики КНУ. У 2009 хронікерка програми «Шустер Live» (телеканал «Україна»). Член наглядової ради Школи журналістики «Нова Україна».
З 2010 по 2014 член наглядової ради фонду «Відродження». 2011 року співзаснувала журналістську кампанію «Стоп Цензура». У 2012—2013 член міжвідомчої робочої групи по захисту прав журналістів, голова громадської спостережної ради телеканалу «Інтер». У 2013 вела політичні програми на «5 каналі» та співзаснувала громадську кампанію «Чесно».
Автор статей у виданнях «Дзеркало тижня», «Телекритика», «Українська правда».

## Політична кар'єра
У 2014 році була однією з ініціаторів громадської частини майдану, член Ради Майдану.
У 2014 році на парламентських виборах забезпечувала кампанію «Народного фронту» як політтехнолог.
28 лютого 2014 призначена Олександром Турчиновим заступником секретаря Ради національної безпеки і оборони України (подала у відставку 6 липня).
26 жовтня 2014 року на позачергових виборах до Верховної Ради України йшла під № 7 у виборчому списку від партії «Народний фронт». З грудня 2014 є народним депутатом України, заступником голови фракції «Народний фронт».
У 2015 році на місцевих виборах була заступником керівника штабу для Блоку Петра Порошенка «Солідарність» і вела політично-технологічну та інформаційну частину роботи.
У 2016 році керувала кампанією переможниці по 27 мажоритарному округу Тетяни Ричкової.
Народний депутат України (IX скликання, з 2019). Член Комітету Верховної Ради з питань антикорупційної політики.
Голова комітету Верховної Ради України з питань свободи слова та інформаційної політики. Автор численних законів щодо обмеження російського інформаційного продукту в Україні та інших реформ у сфері медіа.

## Нагороди
- 2014 року за версією журналу «Фокус» посіла 12 місце у рейтингу «100 найвпливовіших жінок України», за рік посіла 8 місце у рейтингу «100 найвпливовіших жінок України»[5], а також 86 місце у рейтингу «100 впливових українців».

## Майно, доходи, витрати і зобов'язання фінансового характеру
Інформація згідно з декларацією про майно, доходи, витрати і зобов'язання фінансового характеру Вікторії Сюмар за 2013, 2014 та 2015 роки міститься на офіційному сайті Верховної Ради України.
За даними сайту Корупція.інфо, Вікторія Сюмар припустилася низки помилок і неточностей в декларації за 2014 рік.